# Alfa Romeo 8C

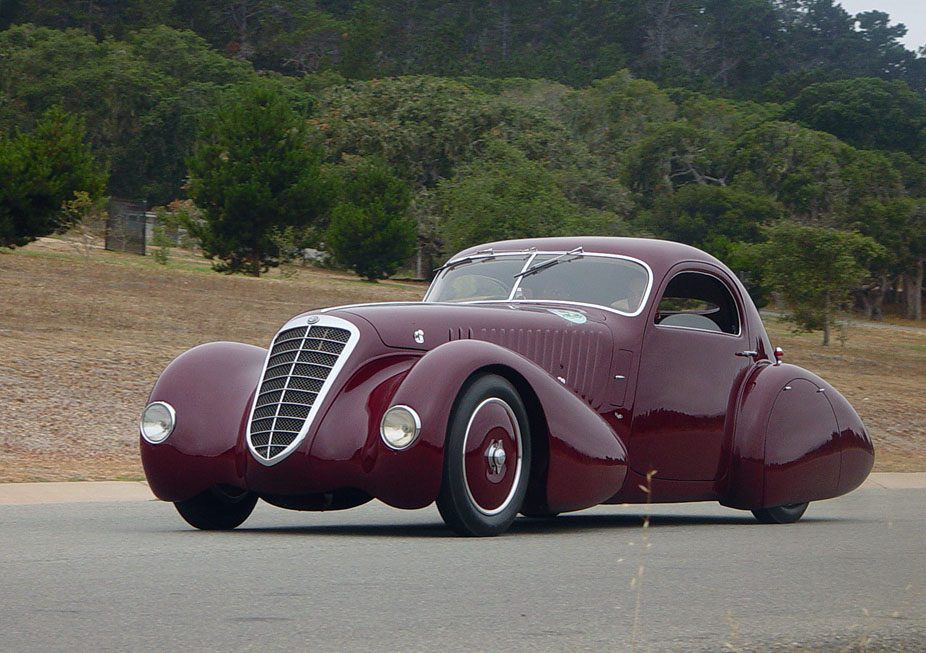
Alfa Romeo 8C 2300 Coupé (1932-34)

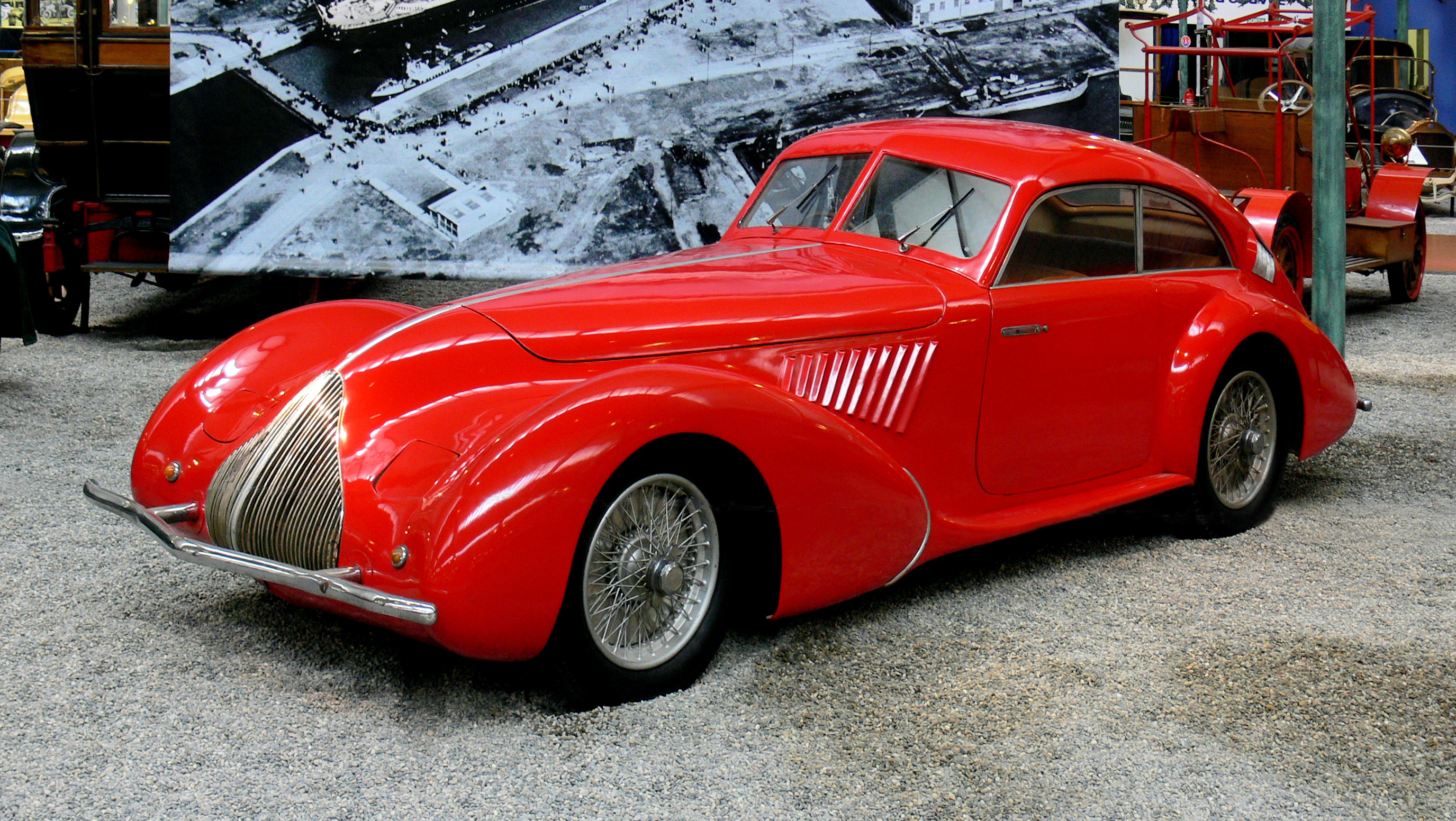
Alfa Romeo 8C 2900A (1937)

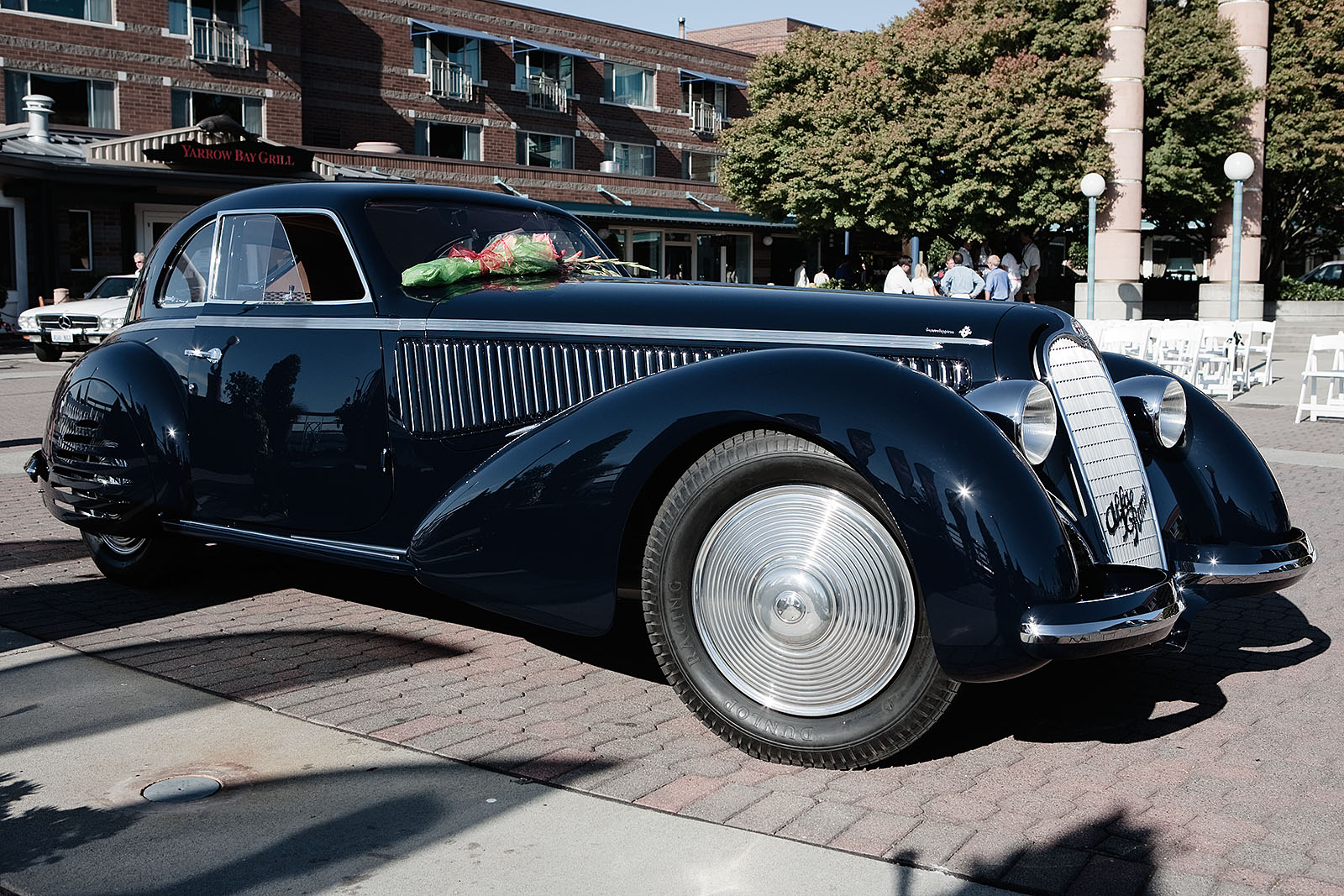
Alfa Romeo 8C 2900B Touring Berlinetta (1938)

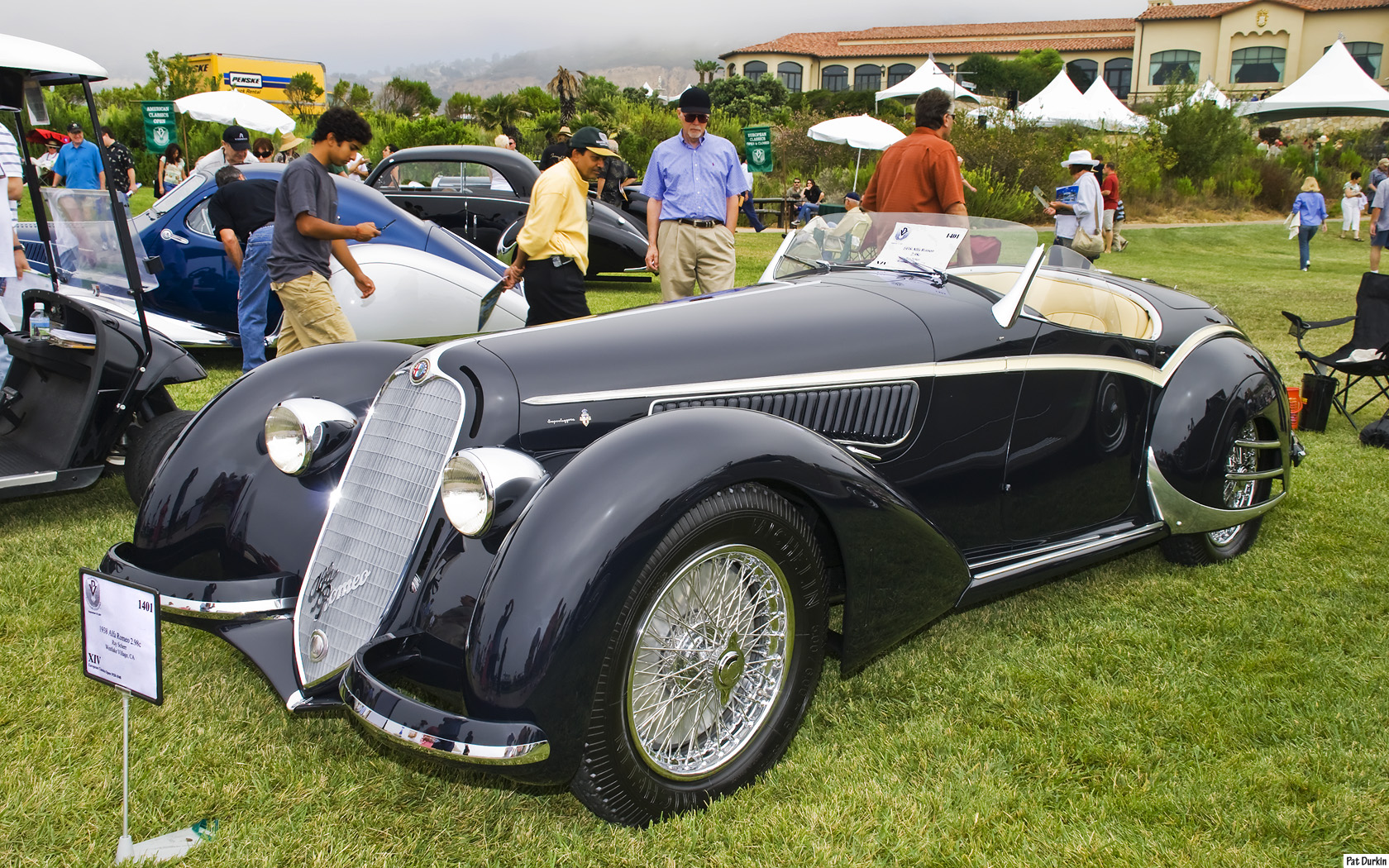
Alfa Romeo 8C 2900B Touring Spider (1938)

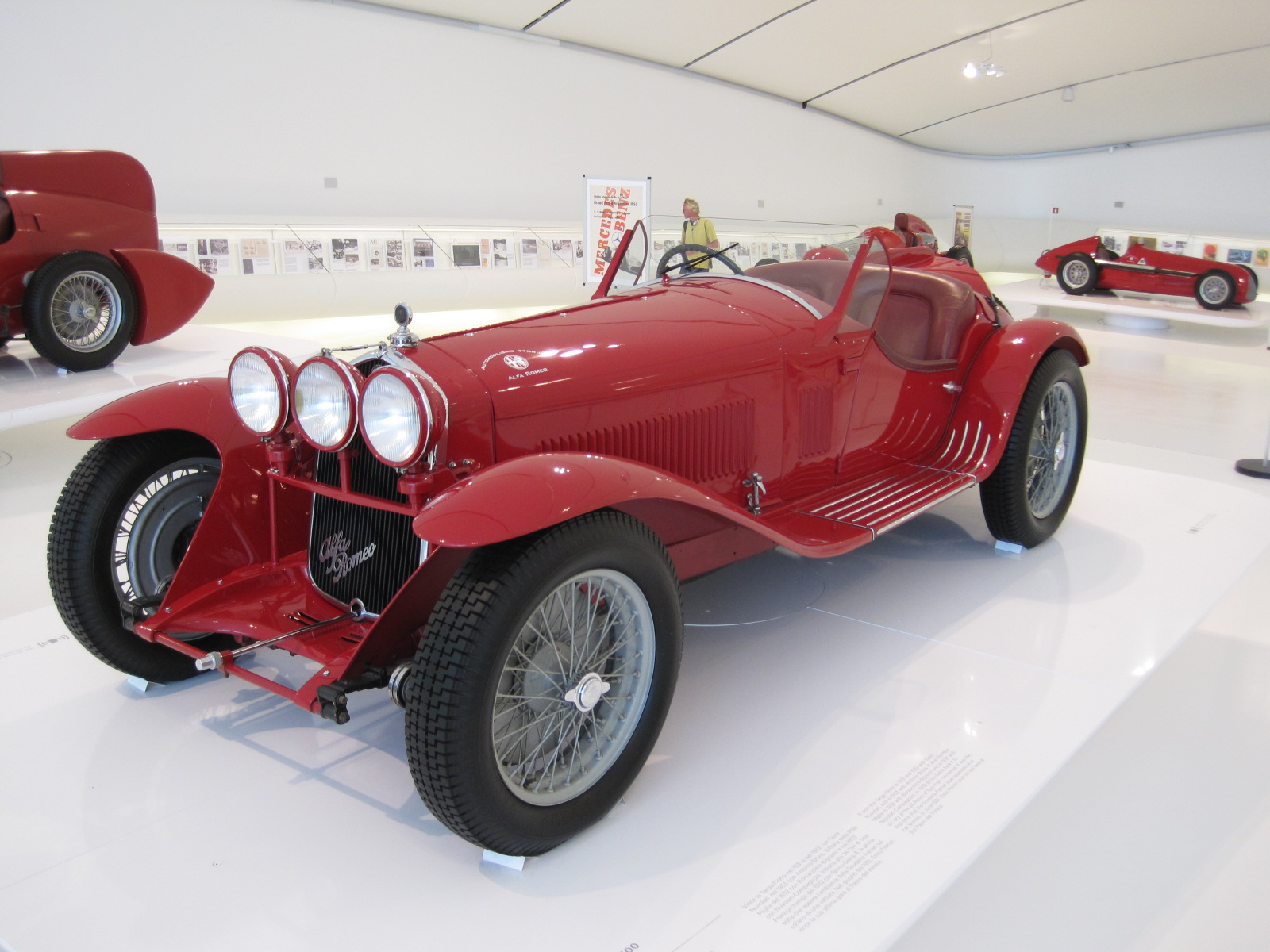
Alfa Romeo 8C 2300

Alfa Romeo 8C — легендарна назва автомобілів італійської автомобільної компанії Alfa Romeo. Дана назва використовувалася для позначення дорожнього, гоночного і спортивного автомобілів в 1930-х роках. 8С означає наявність 8-ми циліндрів і несе в собі оригінальну компоновку двигуна 8 циліндрів в ряд (L8). Вітторіо Яно є творцем даного автомобіля, який став основним гоночним представником Alfa Romeo в автоспорті з моменту створення в 1931 році і до закриття проекту в 1939 році. У доповненні до всього даний 2-місний спортивний автомобіль використовувався в турнірі гонок одномісних автомобілів серії Гран-прі після того як модель стала основою для Monoposto «Tipo B» - P3, що використовувалася з 1932 року. Останніми поліпшеннями і модифікаціям стали більш потужні модифікації, такі як 1935 Bimatore об'ємом 6,3 літра, оснащений двома двигунами, 1935 3,8 літровий Monoposto 8C 35 Tipo C і родстер Alfa Romeo 8C 2900B Mille Miglia. Крім того, було створено ще багато різних технічно потужних варіацій під час виробництва. У 2004 році Alfa Romeo оживила ім'я 8C, використавши його в назві концепт-кара з V8 двигуном, який вийшов у виробництво в 2007 році. Даною моделлю стала Alfa Romeo 8C Competizione.

## Моделі
В рамках серії 8C були випущені наступні моделі:
- Alfa Romeo 8C 2300
- Alfa Romeo 8C 2600
- Alfa Romeo 8C 2900